# Kurtizana
Kurtizána (srednjefrancosko courtisane, severno italijansko narečje cortigiana, iz latinskega cohort-, cohors) je ženska, po navadi iz višjega družbenega sloja, ki je v preteklosti moškim iz višjih družbenih slojev v zameno za denar ali iz družbenih in/ali političnih koristi ponujala različne usluge. Te so zajemale spremstvo, družbo, pogovor in tudi seksualne usluge. 
V 16. stoletju je pomenila priležnico ali izučeno umetnico v petju in plesu, zlasti v povezavi z bogatimi, vplivnimi in z moškimi iz višjih družbenih slojev, ki so kurtizani v zameno za družbo podarjali dragocenosti in ji pomagali utrjevati družbeni status.
V renesansi so imele kurtizane pomembno vlogo v višjih družbenih slojih, včasih so celo prevzele družbeno vlogo ženam. Za ta čas je namreč značilno, da so zakonci plemiške krvi živeli precej ločeno življenje, saj so bili zakoni sklenjeni zaradi ohranjanja čistega rodovnika in krepitve političnih zvez in ne iz ljubezni, zato so možje pogosto poiskali družbo kurtizane.

## Delitev
Pomembno je razlikovati dve vrsti kurtizan. Prvi je tip kurtizane je cortigiana onesta ali v prevodu častna kurtizana, ki velja za intelektualko. Drugi tip je cortigiana di lume, to je kurtizana nižjega nivoja, čeprav se še vedno bistveno razlikuje od dekleta na poziv, saj je bil njen ugled v družbi neprimerno boljši, primerljiv s plemkinjami. Ta tip kurtizane je tisti, ki ga ljudje največkrat povezujejo s kurtizano in njeno dejavnostjo.
Cortigiane oneste so bile večinoma dobro izobražene in svetovljanske (pogosto celo bolj kot ženske višjega družbenega sloja) in so bile hkrati umetnice. Po navadi so bile izbrane na osnovi inteligence, sposobnosti za pogovor in družabnosti, pa tudi videza in telesnih atributov. Po navadi sta bili smisel za prefinjeni humor in osebnost tisti lastnosti, ki sta ju ločevali od običajnih žensk. Prostitutke so bile izključno v smislu, da so bile seksualne usluge ena izmed njihovih dolžnosti, vendar je bil seks le delček izmed široke ponudbe uslug kurtizane, v velikem nasprotju s prostitutko, ki ponuja izključno seksualne usluge. Od kurtizan se je pričakovalo, da so urejene in izbrano oblečene in da so sposobne sodelaovati v pogovorih o najrzazličnejših temah od umetnosti, glasbe pa do politike.
Včasih so bile kurtizane ženske iz dobre družine, ki so bile tudi poročene, vendar z možem, ki je bil nižje na družbeni lestvici kot njeni klienti. V tem primeru je kurtizanino znanstvo z možmi iz visoke družbe pripomoglo izboljšati možev družbeni položaj in največkrat so možje vedeli za ženine kliente.

## Razlike v statusu

### Edina zaposlitev
Od kurtizan iz revnejših družin se je pričakovalo, da nudijo očarljivo družbo za daljša obdobja, ne gleda na svoja čustva oziroma obveznosti, ki so jih tačas imele. Morale so biti takoj na razpolago. Pogosto so bile tarča družbenega in verskega neodobravanja zaradi nemoralnih vidikov svojega poklica in ker jim je bilo kurtizanstvo edini vir dohodka. V tem primeru je bila kurtizana izključno odvisna od svojega dobrotnika (dobrotnikov) in zato ranljiva. 
Te vrste kurtizan so bile po navadi najprej prostitutke, ali pa so menjavale dobrotnike. Zaradi tega so bile potisnjene proti dnu družbene lestvice. Njihov ugled pri dobrotnikih je bil odvisen od tega, kako so bile stranke zadovoljne, saj so le-te ustvarjele njihovo publiciteto.

### Družbene in politične koristi
Kurtizane, rojene ali poročene v bogato družino, ali tiste, ki so bile kurtizane zgolj zaradi svojih in/ali moževih družbenih in/ali političnih tendenc so bile v družbi sprejete kot enakovredne. Dobrotniki so jih po navadi bolj spoštovali kot možje. Vendar sta navadno oba, kurtizana in dobrotnik, postavila svoj zakon na prvo mesto in svoj odnos ustvarila z ozirom na svoj zakon.
Takšne zveze so se po navadi hitro končale, največkrat ko je kurtizana ali njen soprog dosegel status ali politični položaj, ki ga je želel, oziroma ko si je dobrotnik izbral drugo kurtizano in poravnal račune. V teh primerih sta kurtizana in dobrotnik odnos vzela kot kupčijo. Dobrotnik se je zavedal kurtizaninih interesov, kurtizana pa dobrotnikovih želja. Kupčija je tako bila obema v korist.
Takšna zveza je bil dokaj varen posel, saj sta bila oba zakonca seznanjena z zvezo in je kurtizana imela še druge vire dohodkov. V bistvu je šlo za obojestransko korist. Kurtizane so bile značilne v 17., 18., 19., pa tudi v 20. stoletju predvsem med premožnejšimi sloji.

## Spletke
V času viktorijanske dobe so življenje kurtizan urejali družbeni zakoni. Obstajale so norme oblačenja in omejitve, ki so določali, pri katerih družbenih dogodkih so kurtizane lahko prisotne. V krajših obdobjih okrepljene cerkvene oblasti so kurtizane preganjali in jih povezovali s čarovništvom. V 18. stoletju so bile dvorne kurtizane bogate in so imeli visok družbeni položaj, vendar se je njihovo življenje pogosto končalo s sojenjem na ulici in usmrtitvijo. Kljub temu da so bile zgolj kraljeve priležnice, so bile obsojene častihlepja in hudodelstva.
Kurtizane so pogosto spletkarile med sabo. Ostale kurtizane so hotele izriniti kraljevo kurtizano. Posluževale so se raznih spletk in podtikanj. Šlo je za zelo občutljivo zadevo. Če je recimo kurtizana z nižjim družbenim statusom poskušala izriniti takšno z višjim, se je po navadi končalo tako, da je bila kurtizana z nižjim družbenim statusom izgnana z dvora, prisiljena v dogovorjeno poroko ali celo umorjena.

## Kariera
V času po sredini 18. stoletja kurtizanam niso več javno sodili in jih usmrčevali. Veliko kurtizan je ostalo diskretnih in spoštljivih do svojega dobrotnika, kar jim je omogočilo daljšo kariero in finančno varno starost. Konec 19. stoletja in v začetku 20. stoletja so bile v določenih sredinah povsem sprejemljive.
Najpogosteje je bila ženska kurtizana, dokler je imela dobrotniku kaj ponuditi. To seveda izključuje kurtizane, ki so se že poročile v višji sloj. Kurtizane, ki jim je bil to glavni ali edini vir preživetja, so bile po navadi najprej priležnice med nižjim plemstvom in so se počasi vzpenjale do princev in kralja. 

## Danes
Kljub obstoječemu modelu dvorne kurtizane lahko rečemo, da dandanes to ne obstaja, ali pa to drugače imenujemo. S padcem nekaterih monarhij in vzponom demokracije se je vloga kurtizan spremenila. V političnih krogih je znan primer Mata Hari. Kurtizane tudi niso nujno povezane zgolj s spremljevalkami in telesnim užitkom.

## Trivia
- blog kurtizane Arhivirano 2010-04-24 na Wayback Machine.
- kurtizana je v mestu